# لويس إسكوبار (لاعب كرة قاعدة)
لويس إسكوبار (بالإسبانية: Luis Escobar)‏ هو لاعب كرة قاعدة كولومبي، ولد في 30 مايو 1996 في كارتاهينا في كولومبيا.

## وصلات خارجية
- لويس إسكوبار على موقع دوري كرة القاعدة الرئيسي (الإنجليزية)
- لويس إسكوبار على موقعبيزبول رفرنس.كوم (الدوري الرئيسي) (الإنجليزية)
- لويس إسكوبار على موقعبيزبول رفرنس.كوم (الدوري الثانوي) (الإنجليزية)
- لويس إسكوبار على موقع إي إس بي إن.كوم (أم.أل.بي) (الإنجليزية)
- لويس إسكوبار على موقع مشجعي الرسوم البيانية (الإنجليزية)